# Hormisciomyces prepusus
Hormisciomyces prepusus är en svampart som beskrevs av Bat. & Nascim. 1957. Hormisciomyces prepusus ingår i släktet Hormisciomyces och familjen Euantennariaceae.   Inga underarter finns listade i Catalogue of Life.